# (32996) 1997 CV
1997 CV (asteroide 32996) é um asteroide da cintura principal. Possui uma excentricidade de 0.07060920 e uma inclinação de 13.12045º.
Este asteroide foi descoberto no dia 1 de fevereiro de 1997 por Takao Kobayashi em Oizumi.